# Alexandre Borgia
Frère Alessandro Ponziano Borgia (30 octobre 1783, Velletri, États pontificaux - 13 janvier 1872, Rome ) fut le lieutenant du Grand Maître de l'Ordre de Malte de 1865 à 1872. La vacance du poste de Grand Maître pendant cette période fit de lui le chef de l'Ordre.

## Famille et enfance
Alessandro est le fils cadet de Cavaliere Giampaolo Borgia, membre d'une branche de la famille Borgia installée à Velletri et parente du pape Alexandre VI .  Sa mère était la comtesse Alcmena Baglioni-Malatesta, descendante de la famille Baglioni qui régnait autrefois sur la ville de Pérouse .  Le frère cadet de son père était le cardinal Stefano Borgia.  Son frère aîné Cesare était également membre de l'Ordre de Malte. Son neveu Ettore Borgia était un homme politique italien.

## Carrière au sein de l'Ordre
Il rejoint l'Ordre Souverain Militaire de Malte en tant que mineur le 18 février 1787.  Il fait sa profession solennelle de Chevalier de Justice en 1802.  En 1818, il a élu domicile au siège de l'Ordre à Catane où il a été Procureur de la Langue d'Italie.  En 1824, lui et les autres chevaliers supérieurs de l'Ordre ont déménagé à Ferrare où il a servi comme membre du Conseil.  En 1834, il était responsable du transfert des archives de l'Ordre et d'autres biens de Ferrara à Rome.  Sous le lieutenant Carlo Candidail est promu au rang de Vénérable Bailli Chevalier Grand-Croix.
Un jour après la mort du Lieutenant du Grand Maître, frère Filippo di Colloredo-Mels le 9 octobre 1864, Borgia reçut une lettre du Cardinal Secrétaire d'État Giacomo Antonelli l'autorisant à agir comme Lieutenant par intérim .  Il est élu lieutenant du Grand Maître le 27 février 1865.  Son élection est confirmée par le pape Pie IX dans une lettre apostolique du 10 mars 1865.
Borgia mourut au Palazzo Malta à Rome en 1872. Il fut remplacé comme Lieutenant du Grand Maître par frère Giovanni Battista Ceschi a Santa Croce .